# Chuuk (savezna država)
Chuuk, otočna država u Pacifiku, jedna od četiri države koje čine Savezne Države Mikronezije. Najveći i glavni grad Weno, s 13.856 stanovnika, ujedno je i najveći grad u Mikroneziji. Zapadno od otoka smještena je država Yap, istočno Pohnpei i dalje istočno Kosrae. Prosječna godišnja temperatura je 27.6°C. Najviši vrh je Mount Teroken, visine 364 m.
Godine 2000. je popisano 51.330 govornika čukeškog jezika, a novije procjene govore o 45.900 govornika. Čukezi čine 49% stanovništva federacije. Čukeški je narod višekonfesionalan, otprilike 60% katolički i 40% protestantski. Zemlja ima zračnu luku.

## Referendum o neovisnosti
Dne 5. ožujka 2019. Chuuk je trebao održati referendum o izdvajanju iz sastava Saveznih Država Mikronezije i stjecanju pune neovisnosti, ali je odgođen za ožujak 2020. godine. Referendum je zatim ponovno odgođen, najmanje do ožujka 2022. godine.

## Vanjske poveznice
- Stranica turističke ponude Chuuka